# Manuel Lisandro Barillas
Manuel Lisandro Barillas Bercián (Quetzaltenango, Guatemala, 17 de enero de 1845-Ciudad de México, México, 15 de marzo de 1907) fue un militar y político guatemalteco, nacido en la ciudad de Quetzaltenango. En sus años juveniles había sido carpintero. Sus padres fueron el General José Onofre Barillas y Ponciana Bercián. Fungió como Presidente interino del 6 de abril de 1885 hasta el 15 de marzo de 1886 y Presidente de la República de Guatemala desde el 16 de marzo de 1886 al 15 de marzo de 1892.
Tras su presidencia se dedicó a sus negocios, pero tuvo que partir para el exilio a México durante el gobierno del licenciado Manuel Estrada Cabrera; desde México, Barillas dirigió una revuelta contra Estrada Cabrera en 1906, y este lo mandó a asesinar en 1907.
Luego de entregar el poder a su sucesor, el general José María Reina Barrios en 1892, se desempeñó como alcalde municipal de Quetzaltenango, puesto en el cual promovió la adquisición de terrenos, tales como el del barrio La Democracia —zona 3 de la moderna ciudad de Quetzaltenango— y las fincas Concepción y Morazán, distribuyéndolos en su totalidad a familias de escasos recursos.

## Biografía
Nació en Quetzaltenango, el 17 de enero de 1845, hijo del General José Onofre Barillas y de Ponciana Bercián.  Desde joven tuvo la inclinación de continuar la tradición familiar uniéndose con su padre que era Comandante de Armas de Mazatenango, Suchitepéquez y su hermano Isidoro al Movimiento Liberal de 1871, en el cual obtuvo el grado de Capitán, con órdenes de organizar un Batallón de Voluntarios. Posteriormente, el general Barrios lo nombró corregidor de las Fuerzas de Occidente, jefe político y comandante de Armas de Quetzaltenango.

### Ascenso al poder

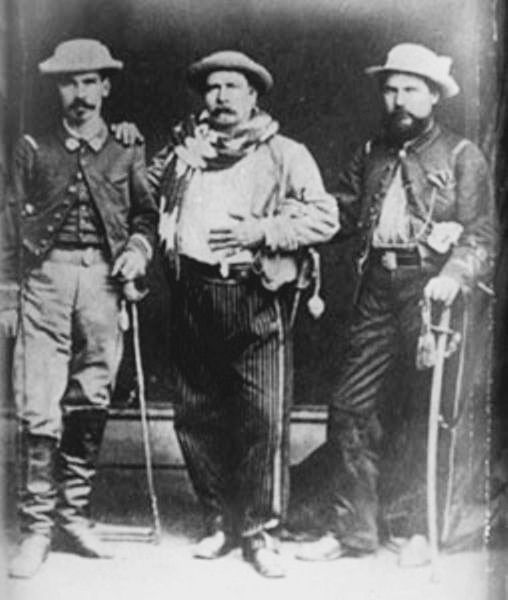
General José Onofre Barillas con sus hijos Manuel Lisandro e Isodoro poco después del triunfo de la Revolución Liberal de 1871.

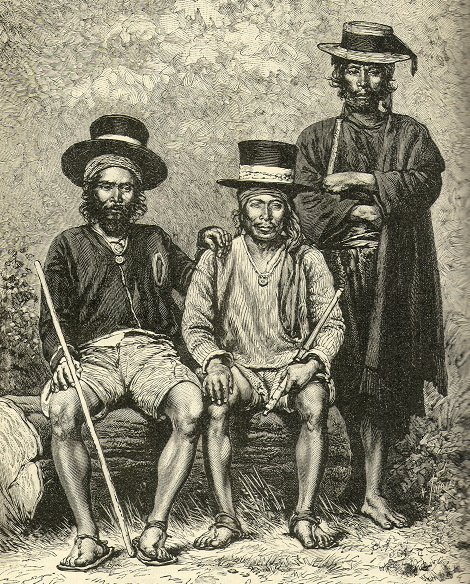
Alcaldes indígenas del altiplano guatemalteco en 1891, durante el gobierno del general Barillas Bercián.

A raíz de la renuncia del Presidente Alejandro M. Sinibaldi, provisorio que ejerciera después de la muerte violenta del General Justo Rufino Barrios en 1885, la Asamblea Nacional declara que el segundo designado a la presidencia de la República asumiera el poder. La persona señalada era el general Manuel Lisandro Barillas. quien llegó en el instante del sepelio del general Justo Rufino Barrios y exigió al general Juan Martín Barrundia —hasta pocos días antes ministro de Guerra de Barrios y principal candidato a quedarse en la presidencia— que le fuera entregado el poder, aduciendo que un número regular de tropa venía con él, indicándole a Barrundia que la tropa estaba acantonada a inmediaciones de la ciudad. Antes de que Barillas se valiera de aquel ardid para presionar inmediatamente de la presidencia, ocupaba el puesto de jefe de político de Quetzaltenango. La tropa de la cual hablaba no existía y así marchó al Palacio de Gobierno para asumir la primera magistratura de la Nación. Cuando Barrundia comprendió su error, ya era tarde; decidió alejarse del país por un tiempo, ya que disponía de los medios necesarios para ello. Barrundia regresó a Guatemala en 1888, para finalmente radicarse en México desde donde publicó folletos en contra del gobierno de Barillas.

### Autogolpe de estado de 1887
Lo enmarcado dentro de la ley era la obligación que tenía Barillas, ya como provisorio, de convocar a elecciones en un tiempo posterior, aspecto que obvió para quedarse en el poder imponiendo un gobierno dictatorial. Según sus biógrafos, su gobierno fue un desastre total que afecto la economía del país. Finalmente convocó a elecciones, las cuales ganó fácilmente. Para perpetuarse en el poder cambió la constitución de la República a su sabor y antojo y prolongó el mandato constitucional por espacio de seis años. Durante aquel gobierno se fusiló a numerosos enemigos del régimen y se expulsó del país a mucha gente que no compartía el pensamiento político de Barillas. Dentro de las rebeliones que sofocó a sangre y fuego se anota históricamente la de Huehuetenango en el año de 1887, que le dio oportunidad de suspender las garantías constitucionales y disolver la Asamblea Legislativa. El 26 de junio de 1887 suspendió las garantías constitucionales y se instituyó en dictador, reconocido por la Asamblea Nacional Legislativa, acción que fue comunicada a los otros gobiernos de Centroamérica y al de México, indicándoles que la media era transitoria.
Por las modificaciones a la constitución de noviembre de 1887, la suspensión del régimen constitucional decretada el veintiséis de junio de 1887, no había interrumpido el período presidencial del general Barillas; de esa forma, terminó dicho período presidencial el 15 de marzo de 1892.

### Expulsión del arzobispo Ricardo Casanova y Estrada
Para 1881, las relaciones entre el presidente Justo Rufino Barrios y los representantes de la Iglesia católica habían mejorado considerablemente, y el presidente Barrios envió a su amigo personal —y antiguo sacerdote— Ángel María Arroyo como ministro plenipotenciario ante la Santa Sede para trabajar en un nuevo concordato, que sustituyera al Concordato de 1852. El documento estuvo listo el 2 de julio de 1884, pero no fue discutido en la Asamblea de 1885 porque no alcanzó a ser incluido en la agenda legislativa; sin embargo, tras la muerte del presidente Barrios ese año su sucesor, el general Barillas ya no ratificó el tratado y durante su gobierno se continuó con la política de agresiones contra la Iglesia católica.
Mientras estuvieron suspendidas las garantías constitucionales, y amparado en su poder dictatorial, y en el artículo 92 del Código Penal vigente en ese entonces y que castigaba con arresto o multa a todo aquel que sin permiso de la república emitiese decretos de la Curia Romana, expulsó al arzobispo, licenciado Ricardo Casanova y Estrada, quien estaba recopilando disposiciones de la Curia Romana y publicándolas como suyas en edicto impresos fuera de Guatemala. Casanova se negó a aceptar el arresto y el 2 de septiembre de 1887 publicó una protesta pretextando un atentado a la propiedad o a la libertad personal y como un abuso de fuerza. En virtud de esto, Barillas emitió un decreto el 3 de septiembre de 1887 por el que expulsó al arzobispo por todo el tiempo que el Ejecutivo considerara conveniente, pues consideró que no podía permitir que se incitara a la rebelión alegando que solo se dependía del Papa.
El 17 de octubre de 1888, fue fundado en su honor el municipio de Barillas en Huehuetenango. El propósito de la maniobra, aparte de darle su nombre, fue el de legalizar, en favor de propietarios individuales ladinos, la adjudicación de doscientas caballerías expropiadas a los indígenas de Santa Eulalia.
Por aquellos días ya el general José María Reina Barrios se movía en el tinglado político promoviendo su campaña presidencial, gracias a su parentesco con el general Justo Rufino Barrios y al prestigio militar del que se revistió tras su valiente y efectiva participación en la retirada tras la derrota del ejército guatemalteco en la Batalla de Chalchuapa en 1885. Al enterarse Barillas de aquella promoción urdió otra de sus tretas para salir de Reina Barios: lo enviaron a Alemania con un cargo diplomático, pero al llegar, aquel nombramiento no existía y el general Reina Barrios se vio obligado a regresar por su cuenta, pasando un tiempo en los Estados Unidos.
Su gabinete estuvo conformado por Ángel María Arroyo en el despacho de Instrucción Pública y Relaciones Exteriores, Carlos Mendizábal en la secretaría de la Guerra, y Francisco Anguiano en el despacho de Gobernación.

### Alzamiento de Mataquescuintla de 1889
En 1889, Mataquescuintla fue escenario del alzamiento del coronel Hipólito Ruano contra el gobierno del general Barillas; opuesto a las políticas de Barillas, Ruano y algunos otros militares retirados se alzaron en armas, pero fueron rápidamente neutralizados por el gobierno.  Ruano fue capturado y fusilado en la plaza de Mataquescuintla.

### Primera guerra del Totoposte 1890

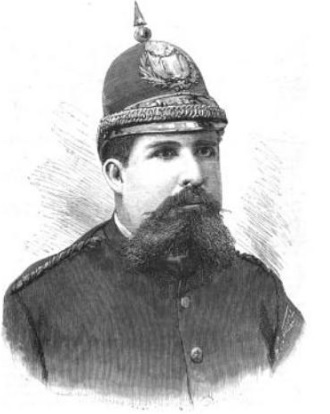
Carlos Ezeta 1890.

Tras el derrocamiento del presidente salvadoreño por Carlos Ezeta en El Salvador, el designado a la presidencia salvadoreña, Camilo Álvarez, y numerosos enemigos del nuevo régimen se refugiaron en Guatemala y solicitaron ayuda al presidente Barillas para que detuviera a los ejércitos de Ezeta, que pretendía invadir a Guatemala; la verdadera intención era recuperar el gobierno en su país valiéndose del ejército guatemalteco. Convencido por los rumores, Barillas dictó el siguiente decreto:
| Manuel Lisandro Barillas, General de División y Presidente Constitucional de la República de Guatemala, CONSIDERANDO: que a causa de los últimos sucesos acaecidos en El Salvador, el Gobierno de Guatemala tuvo que colocar una parte de su ejército en a frontera, con la única mira de velar por la paz y de guardar el orden público amenazado con motivo de aquellos sucesos; que a pesar de las protestas de paz de Guatemala y de haber agotado todos los medios posibles para conseguirla, la fuerza del vecino Estado ha invadido el territorio nacional y hecho, por diferentes medios, injustas provocaciones contra el pueblo de Guatemala; y que es el caso de que la Autoridad Suprema haga respetar la integridad del territorio y los sagrados derechos de la República, siendo obligación del Poder Ejecutivo defender la independencia y el honor de la Nación y la inviolabilidad de su suelo: POR TANTO: En Consejo de Ministros, decreto: Artículo 1o.- Guatemala acepta a injusta guerra a que se le ha provocado por el gobierno de hecho establecido en El Salvador, y declina la responsabilidad de las funestas consecuencias que en las personas y responsabilidades se ocasionen, en los individuos que han promovido la fratricida lucha que hoy existe entre ambos pueblos. Artículo 2o.- El Ministro de la Guerra queda encargado del cumplimiento de este decreto y de dictar las medidas más enérgicas y convenientes a efecto de proveer a la defensa y de llevar a término las operaciones militares que el estado de guerra exige. Dado en el Palacio del Poder Ejecutivo: en Guatemala, a veintidós de julio de mil ochocientos noventa. Manuel Lisandro Barillas El Secretario de Estado en el Despacho de la Guerra: C. Mendizábal. —Tomado de: Hernández de León, F. (1930a). El libro de las efemérides Tomo III. Guatemala: Tipografía Sánchez y De Guise. |

Las tropas se movilizaron hasta la frontera, con Camilo Álvarez entre ellos, quien incluso había nombrado a sus ministros. Las tropas guatemaltecas ya no siguieron avanzando. Incluso, el ejército de Ezeta se dio el lujo de regresar a la capital salvadoreña a sofocar un levantamiento. Ya de regreso a la frontera, Guatemala siguió sin mover sus tropas; y el asunto terminó con la intervención de los miembros del Cuerpo Diplomático, que firmaron un arreglo de paz, el 21 de agosto de 1890.
Con ironía, los guatemaltecos llamaron a esta la «guerra del totoposte», ya que sólo sirvió para movilizar grano de maíz molido (totoposte) para alimentar tropas que nunca combatieron, lo que dañó gravemente la economía del país.
Durante la guerra, no obstante, ocurrieron dos hechos significativos para el gobierno de Barillas:
- Juan Martín Barrundia se embarcó desde México para El Salvador para unirse con Ezeta. Al saberlo, el gobierno guatemalteco amparándose en derecho internacional, detuvo la embarcación y solicitó la entrega de Barrundia como prisionero. Barrundia se resistió, pero fue abatido por los policías que pretendieron arrestarlo.[5]
- Llegada del insigne poeta nicaragüense Rubén Darío a Guatemala:[14] el 30 de junio de 1890 llegó a Guatemala Rubén Darío, huyendo de los Ezeta desde El Salvador y se hospedó en el «Hotel Unión».  A su habitación llegó un edecán presidencial a decirle que el presidente desea verlo, y lo condujo a un salón de Palacio donde hay muchas personas civiles y militares, frente a Barillas, quien estaba en su sillón.  He aquí lo que ocurrió:

| - ¿Es usted el señor Rubén Darío? - Sí, señor. - Acérquese, amigo. Vamos a ver. ¿Es usted también de los que andan diciendo que el general Menéndez no ha sido asesinado? - Señor Presidente, yo acabo de llegar, no he hablado aún con nadie; pero puede asegurarle que el presidente Menéndez no ha sido asesinado. Barillas montó en cólera y le dijo: - ¿Y no sabe usted que tengo en la Penitenciaría a muchos propagadores de esa falsa noticia? - Señor, esa noticia no es falsa. El general Menéndez ha muerto de un ataque cardíaco, al parecer; pero si no ha sido asesinado con bala o con puñal, le ha dado muerte la ingratitud, la infamia del general Ezeta, que ha cometido, se puede decir, un verdadero parricidio. Darío le explicó pormenorizadamente los hechos ocurridos en San Salvador el 22 de junio, y al terminar, el general Barillas, que lo había escuchado con mucha atención e interés, le dijo: - Está bien. Vaya en seguida y escriba eso. Que aparezca mañana mismo. Y véase con el Ministro de Relaciones Exteriores y con el Ministro de Hacienda. Se despidieron y Darío se fue a su hotel a complacer la petición de Barillas: escribió la «Historia negra», narración vívida y exacta de la traición del 22 de junio, la cual apareció el 2 de julio en EL Imparcial, firmada con el seudónimo «Tácito».—Edelberto Torres La dramática vida de Rubén Darío |

### Educación y cultura
Otorgó becas para realizar estudios en Europa a los más sobresalientes estudiantes de medicina de la Universidad Nacional, y también a los literatos, como Enrique Gómez Carrillo, a quien le otorgó una beca para estudiar en Madrid, a instancias del poeta nicaragüense Rubén Darío, quien dirigía el periódico en donde colaboraba Gómez Carrillo.
Además, fundó la Facultad de Medicina de Occidente y el 28 de junio de 1888, creó la Escuela Normal de Señoritas (actual Instituto Normal Central para Señoritas Belén, pero su inauguración se retrasó algunos años, pues fue hasta 1893 cuando inició sus labores bajo la dirección de la maestra Rafaela del Águila.
La Academia Guatemalteca de la Lengua se constituyó durante el régimen del general Barillas en 1887, aunque su reconocimiento jurídico data de 1888. Los miembros fundadores fueron Fernando Cruz, primer director, Ángel María Arroyo, el poeta Juan Fermín de Aycinena, Agustín Gómez Carrillo, Antonio Batres Jáuregui, José Matías Quiñónez, Antonio Machado Palomo y Guillermo Francisco Hall Avilés.

### Infraestructura

#### Ferrocarril del Norte
En 1889, el gobierno del general Barillas estableció un contrato con Henry Louis Félix Cottu, de París, Francia para la construcción del ferrocarril del norte con las siguientes condiciones:
Cottu tomó al 80 % neto oro un empréstito que el Gobierno de Guatemala emitiría por valor de $21.312,500 oro, equivalentes a 106.562,500 francos en bonos de $20.00 oro o 100 francos cada uno;  los que devengarían el interés de 6% al año y serían amortizados en un término de 45 años a razón del 0.5% anual. El producto líquido del préstamo -equivalente a $17.050.000 oro iba a ser invertido de la siguiente forma:
- $2.000.000 oro, que el gobierno utilizaría para mejorar la situación económica y financiera del país.
- $3.750.000 oro, para la compra de los bonos y acciones del Ferrocarril Central de Guatemala.
- $10.000.000 oro, para la construcción del Ferrocarril al Atlántico y un muelle en el puerto de Santo Tomás de Castilla.
- $1.300.000 oro que se iban a mantener como depósito para pagar los intereses y amortización del préstamo durante la construcción del ferrocarril.[17]

Cottu también se comprometió a construir, por cuenta del estado a construir el ferrocarril del Norte y a traspasar al estado de Guatemala el contrato que había suscrito con Huntington en Nueva York para adquirir el ferrocarril central de Guatemala.
El gobierno, por su parte otorgaría todas las seguridades necesarias -sin perjuicio para la Nación, á fin de que los contratos fueran efectivos. De acuerdo a Barillas, las condiciones estipuladas eran favorables: el Gobierno disponía, de $2.000.000 oro para mejorar la situación económica y financiera del país; no obstante, de acuerdo al escritor Adrián Vidaurre, quien era Auditor de Guerra del presidente Manuel Estrada Cabrera —enemigo personal de Barillas—, en su obra Paralelo entre dos administraciones escrita en 1907, Barillas dejó abandonadas las obras del Ferrocarril del Norte que había iniciado Justo Rufino Barrios y para las que este último habría dejado suficientes fondos. Según Vidaurre, Barillas en lugar del ferrocarril se dedicó a la canalización del río Motagua, obra en la que habría ocurrido una alto nivel de corrupción y que no permitió que se hicieran vías de comunicación adecuada durante ese gobierno.

#### Ferrocarril de Escuintla
Concluyó la construcción formal de los puentes del Ferrocarril de Escuintla, la cual había sido completada el 15 de septiembre de 1884, pero con puentes de madera en vez de puentes de metal, como se había contratado originalmente, por la premura del gobierno del general Barrios en entregar la obra lo antes posible.

#### Remodelación del Teatro Colón

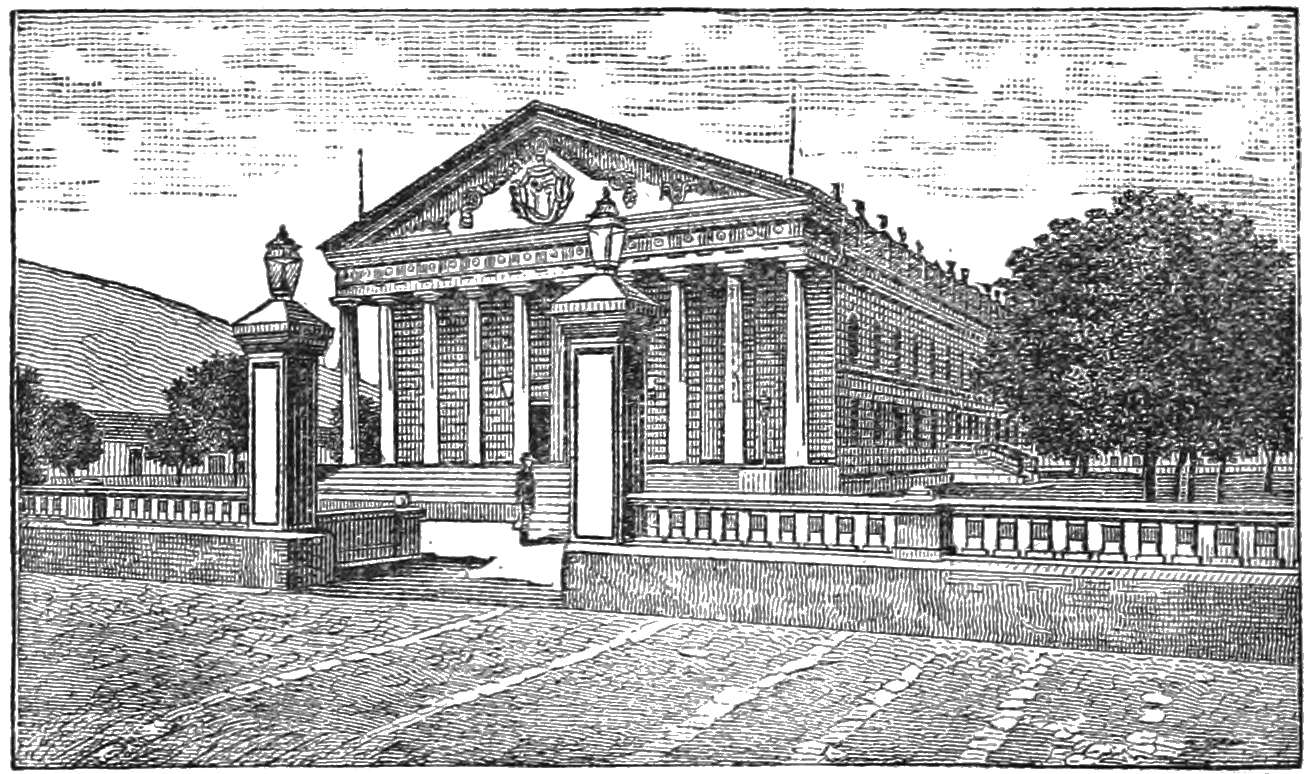
Teatro Colón en 1884.

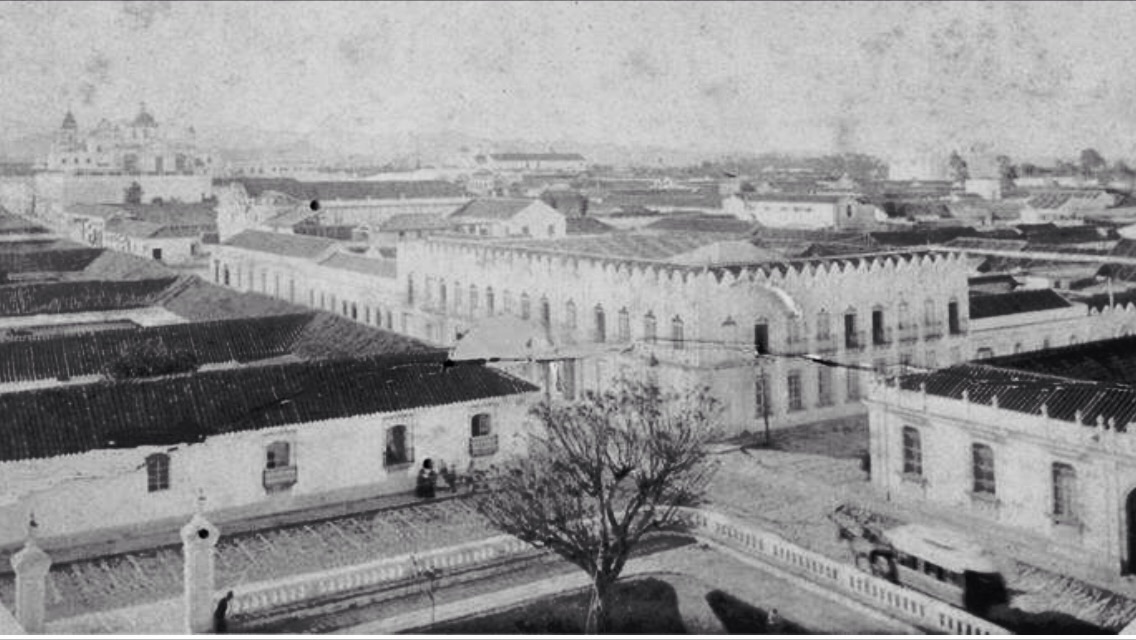
Vista del edificio Recinos y de la Catedral desde el tejado del Teatro a principios del siglo xx.

Gran aficionado a la ópera y a instancias de su amante Josefa Silva -que era actriz y cantante profesional- el capitán general Rafael Carrera mandó a construir un majestuoso Teatro Nacional que fue nombrado en su honor como teatro Carrera, ubicado en la plaza Vieja. Dicha plaza Vieja era un sitio ubicado hacia el nororiente de la Ciudad de Guatemala y que en 1776 abrigara la piedra fundadora de la Nueva Guatemala de la Asunción luego de celebrado el primer cabildo y firmada el acta de asentamiento, el 2 de enero de aquel año. Se había elegido este lugar para que fuera la plaza Mayor de la nueva ciudad, reservándose junto a ella espacios para la construcción del Palacio Arzobispal y la Catedral, así como para la edificación, en los alrededores, de los solares para las familias del Clan Aycinena, ya que don Fermín de Aycinena, primer patriarca del clan, había colaborado sobremanera con los gastos del traslado.

Escudo de Guatemala a partir de 1858. Se encontraba en el frontispicio del Teatro Carrera.

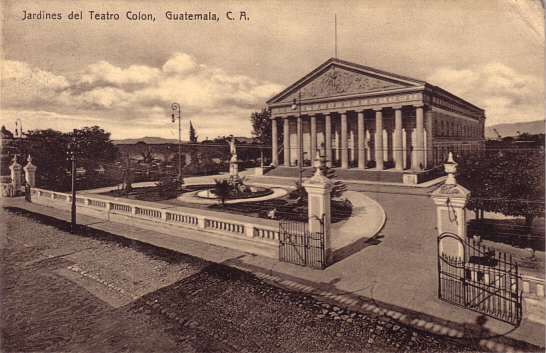
Teatro Colón tras su remodelación en 1892.

En 1852 cuando Juan Matheu y Manuel Francisco Pavón Aycinena, miembros del conservador Clan Aycinena y consejeros del presidente- presentaron a Rafael Carrera un nuevo plan.  Ya aprobado el proyecto, Carrera comisionó al propio Matheu y a Miguel Ruiz de Santisteban para construir el teatro. Cuando la obra se puso en marcha, estuvo a cargo del ingeniero Miguel Rivera Maestre, pero este renunció poco después, siendo sustituido por José Beckers, profesional especializado en Alemania, quien construyó las fachadas de marcado helenismo y agregó un vestíbulo. La edificación de este teatro fue el primer proyecto monumental de la era republicana del país, aprovechando que finalmente este vivía una época de paz y prosperidad.
En la Guía Appleton de México y Guatemala de 1884, el teatro fue descrito así: «En el centro de la plaza está el Teatro, igual en tamaño y elegancia a cualquiera de la América española.  Hileras de naranjales y otros árboles de flores brillantes y fragancias deliciosas rodean al edificio mientras que estatuas y fuentes colocadas a ciertos intervalos embellecen aún más el paseo.
Tras la Reforma Liberal de 1871, el teatro se llamó simplemente Teatro Nacional.   En 1892, se elevó un frontón triangular en dos o tres metros, para darle más elegancia sustituyéndose el escudo de la República de Guatemala del gobierno conservador de Rafael Carrera por una alegoría en alto relieve.  Removieron los naranjos que crecían a la orilla de la banqueta las estatuas mitológicas y las fuentes que remataban las esquinas de la octava y novena calles, en la parte oriental de la plazoleta y se embelleció el paseo con modernos jardines y artísticas grutas y se erigió el busto de José Batres Montúfar, en el ángulo noroeste del parque.
Cuando se aproximaba la conmemoración del cuarto centenario del Descubrimiento de América en 1892, se remozó el teatro para dar cabida a una compañía de ópera italiana, contratada por el gobierno para la temporada 1892-1893, y que incluía una primadona dramática y una ligera, una contralto y una mediosoprano, una contraprimaria, y seis damas de coro, con maestro director de orquesta y uno, director del coro, seis cantantes varones y seis bailarines. Para que el teatro pudiera ser digno de los festejos, también se aprobó una erogación de fondos especial para el efecto, pues adicionalmente, la colonia italiana había ordenado levantar en una plazoleta al frente del edificio, un monumento al descubridor, como obsequio para la tierra que los había acogido.  La construcción de la plazoleta para una estatua de Colón que donó la colonia italiana fue realizada por el gobierno del general Reina Barrios, pues Barillas le entregó el poder en marzo de 1892.
El Teatro Colón fue dañado por los terremotos de 1917-18 y permaneció en ruinas hasta 1923; no fue demolido antes, primero por la incapacidad del gobierno del licenciado Manuel Estrada Cabrera para realizar las labores de descombramiento y luego por la revolución de 1920 para derrocar al presidente Estrada Cabrera, y el golpe de Estado de 1921 del general José María Orellana que derrocó al presidente Carlos Herrera y Luna.  En su lugar se instaló un mercado cantonal.

#### Remodelación del Palacio de Antigua Guatemala
El antiguo Palacio de los Capitanes Generales se empezó a reconstruir en la segunda mitad del siglo xix por el corregidor J. Ignacio Irigoyen, mientras que la fachada se reconstruyó durante el gobierno del general Barillas Bercián.  Para la reconstrucción de la fachada se utilizaron las columnas de piedra que habían permanecido durante casi cien años en unos cobertizos improvisados frente al Palacio, en el lado sur de la plaza Mayor.  Con la reconstrucción se rehabilitaron los sectores menos dañados del edificio: la cárcel y la gobernación, la cual empezó a funcionar en el establecimiento en 1896.

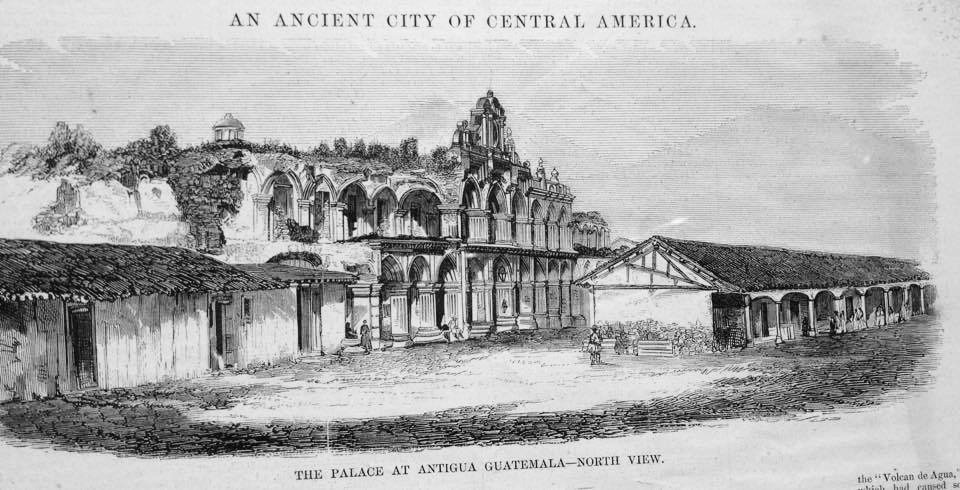
Vista norte del Palacio de los Capitanes Generales y de los cobertizos en donde ser guardaron sus columnas.  Década de 1860.
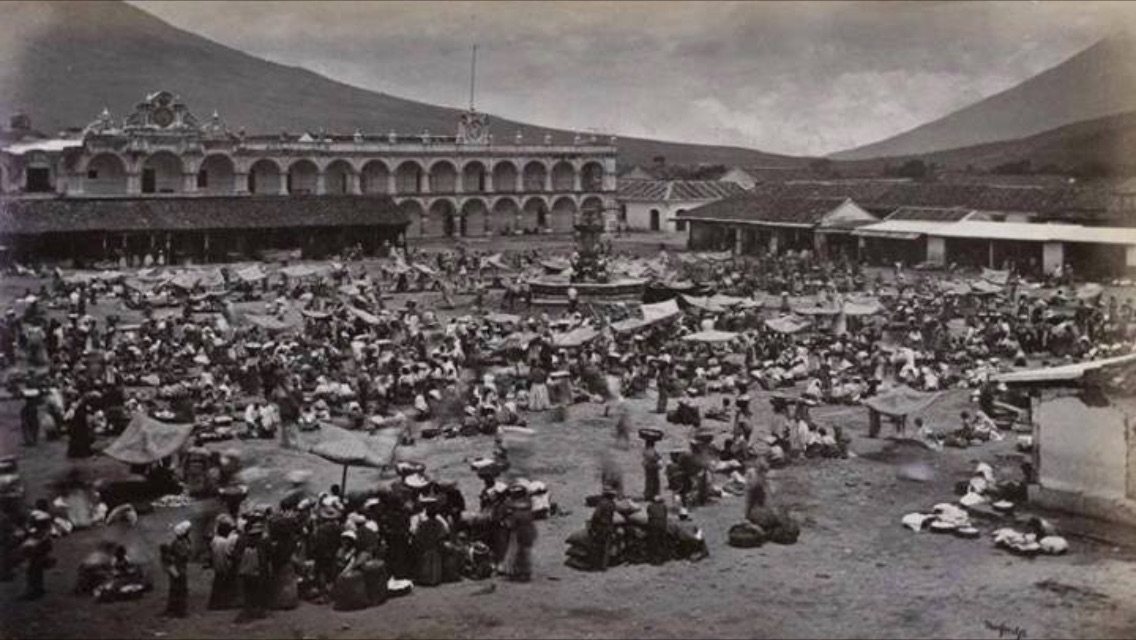
Palacio Real en 1875, con la fachada parcialmente reconstruida.
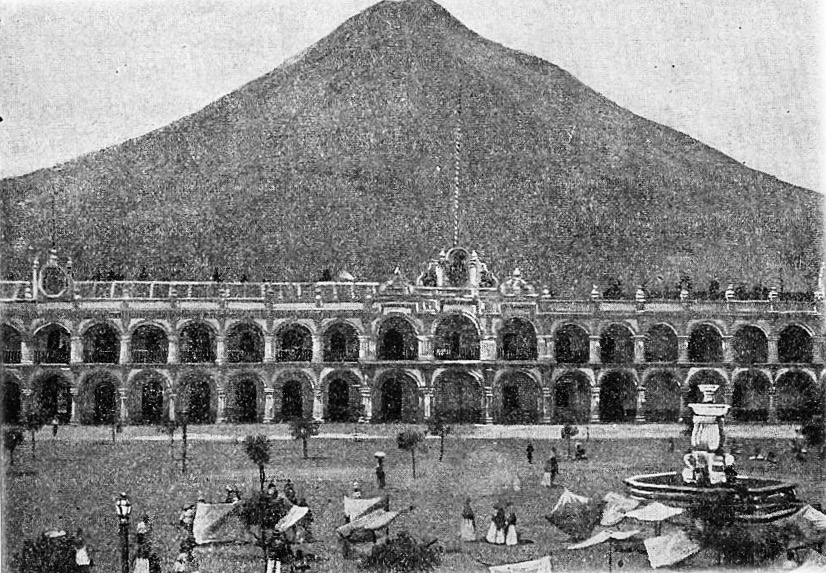
El Palacio luego de su reconstrucción durante el gobierno del general Barillas.

#### Electricidad
Para 1898, en que se efectúa el traspaso del poder a Reina Barrios, el parque central de Guatemala ya contaba con alumbrado público.

## Entrega del poder

### Elecciones de 1892
En este proceso electoral fue la primera vez que los partidos hicieron propaganda en los periódicos de la época.  Barillas Bercián fue un caso único entre todos los presidentes liberales que tuvo Guatemala entre 1871 y 1944: él entregó el poder a su sucesor en forma pacífica. Cuando el período de elecciones se aproximaba, mandó a llamar a los tres candidatos liberales para preguntarles cuál sería su plan de gobierno. Para entonces, Reina Barrios había regresado a Guatemala y se había lanzado como uno de los candidatos. La siguiente anécdota relata mejor lo que ocurrió entonces:
| Llegó primero el licenciado Francisco Lainfiesta, y el general Barillas, con la más amable de sus sonrisas, le dijo: - Licenciado Lainfiesta: usted es uno de los candidatos en las próximas elecciones y quizá el que más probabilidades tiene de triunfar. Yo quisiera saber cuál sería la actitud de usted y su sistema político de gobierno, en caso de obtener el triunfo. Sobre todo, quisiera saber la actitud de usted respecto a mi persona. Porque he cometido mis errores, no lo niego. Yo era un simple obrero entregado a mis labores de carpintería, cuando el general Justo Rufino Barrios me mandó llamar para ser segundo designado a la presidencia. Desearía, pues, señor Lainfiesta, saber su conducta para conmigo. El señor Lainfiesta respondió: - General Barillas: si la suerte me favoreciese con el triunfo eleccionario, mi sistema de gobierno se basaría en el cumplimiento estricto de la Constitución; la ley sería la ley y todo aquel que haya adquirido alguna responsabilidad, tendrá que responder de ella ante los correspondientes tribunales. Una firme rectitud en el cumplimiento de los preceptos constitucionales será la norma de mi conducta como presidente. - Bien - le dijo el general Barillas, y se despidieron cordialmente. Hizo venir a su presencia al doctor Montúfar, ese viejo simpático, agudo analista, historiador y político y quizá una de las figuras centroamericanas más interesantes del siglo xix. Interrogólo en idéntica forma que al señor Lainfiesta. El doctor Montúfar respondió en iguales o parecidos términos que Lainfiesta, superando sus afirmaciones en lo que a la obediencia de la Constitución se refiere y al cumplimiento estricto de las leyes. Despidiéronse muy diplomáticamente y entró a la audiencia el general José María Reina Barrios. Cuando en medio de amena conversación, el general Barillas repitió su ya conocida pregunta, Reynita le contestó, con una sonrisa de sinceridad: -De eso no debemos ni hablar, general; porque usted y yo somos lo mismo. Tenga la convicción de que yo sabré respetarle y protegerle. Y se estrecharon las manos con efusión.—Efraín De los Ríos Ombres contra Hombres, 1948 |

Al llegar el período eleccionario, los primeros dos días de votación favorecían a Lainfiesta. Pero al mediar el tercer día, una inmensa columna de indígenas de Quetzaltenango y Totonicapán baja de las montañas para votar por el general Reina Barrios. Los agentes oficiales hicieron su trabajo: resultó elegido el general Reina Barrios.
Para no desairar a los candidatos perdedores, Barillas les entregó cheques para cubrir los gastos de sus campañas presidenciales. Reina Barrios no recibió nada, pero a él Barillas le entregó el mando el 15 de marzo de 1892.
Luego de entregar el poder, Barillas se retiró a la vida privada, dedicándose al cuidado de sus fincas en la costa sur, donde tenía muy buenos cultivos.
Al momento de entregar la Presidencia, el general Barillas llevaba acumulada una fortuna de aproximadamente 8 millones de dólares, dinero que fue gastando sin mucho orden. Barillas quería olvidarse de las complicaciones del poder público y sumergirse en la vida bucólica del campo. El propio gobernante había expresado que deseaba «volver al seno de la familia, que durante los años de su gestión presidencial probablemente había desatendido; compartir las esperanzas y sufrimientos de los campesinos y mozos de sus fincas, pues al fin y al cabo él también era hombre de campo».

### Después del gobierno y exilio en México
Barillas continuó viviendo en Guatemala, y fue alcalde de Quetzaltenango durante el gobierno de Reina Barrios.  Durante su gestión adquirió terrenos que donó a familias de escasos recursos en su totalidad.  Sin embargo, cuando llegó al poder el licenciado Manuel Estrada Cabrera tras el asesinato de Reina Barrios en febrero de 1898, tuvo que salir del país debido a las presiones y constante vigilancia por parte de la policía secreta. Al llegar a México donde fue bien recibido en su calidad de enemigo del régimen guatemalteco, pero se dedicó a haber vida social y a cortejar damas, y nunca hizo buen uso del apoyo del presidente Porfirio Díaz ni del fervor de los enemigos del régimen de Estrada Cabrera que estaban exiliados en México.

### Intento de Invasión de 1906
En 1906, a pesar de su escaso involucramiento con la causa opositora guatemalteca, fue llamado por los emigrados políticos en México y en El Salvador para dirigir una invasión a Guatemala, junto con José León Castillo, un eterno aspirante a la presidencia guatemalteca y quien ya había perdido unas elecciones contra Estrada Cabrera. Un amigo de Barillas que vivía en los Estados Unidos, les proporcionó el oro para la revuelta, y tanto el presidente de México, Porfirio Díaz, como el general Tomás Regalado de El Salvador, les ofrecieron fronteras abiertas para sus soldados. Asimismo, tenían el apoyo de un barco del vapor «Imperio» que estaba anclado en San Francisco, California, Estados Unidos. Pese a todo el apoyo, Barillas, que además carecía de habilidad militar, se enemistó con Castillo poco después de iniciarse las hostilidades, y esta falta de liderazgo llevó a la incursión al fracaso.

### Asesinato
Tras el fracaso de 1906, Barillas paso los últimos días de su vida en la Ciudad de México, donde fue asesinado la noche del 7 de abril de 1907.  Fue un secreto a voces que aquel asesinato fuera ordenado por Estrada Cabrera, quien envió a dos asesinos guatemaltecos a sueldo para cumplir con el encargo, siendo estos Florencio Reyes y Bernardo Mora quienes fueron capturados y fusilados en la capital mexicana. Estos confesaron su delito y denunciaron a dos altos militares que aparecían como autores intelectuales de aquel hecho de sangre. Naturalmente que los militares eran guatemaltecos y colaboraban estrechamente con el régimen de Estrada Cabrera. Al momento de su muerte, Barillas se encontraba prácticamente en la miseria.

### Reacción
El gobierno mexicano no protestó por aquel hecho. Se dice que fue el ministro de Relaciones Exteriores mexicano Mariscal, quien convenció al presidente Porfirio Díaz de no invadir a Guatemala en represalia por el asesinato de Barillas diciéndole: «Fácilmente la vencemos [a Guatemala]; pero de allí regresará un general victorioso y con él - ya lo sabe usted como buen mexicano - un aspirante a la presidencia».

### Traslado de sus restos
Sus restos fueron expatriados posteriormente a la ciudad de Quetzaltenango, en donde descansan en el cementerio municipal.

## Retratos

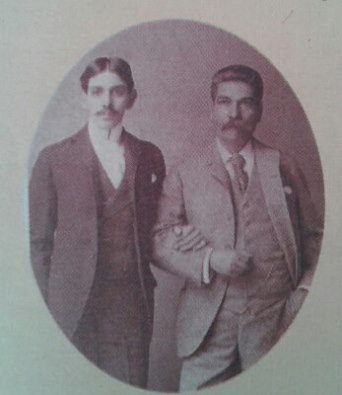
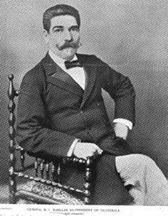
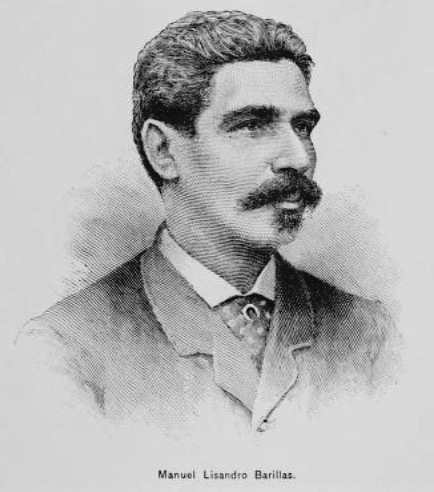
1887
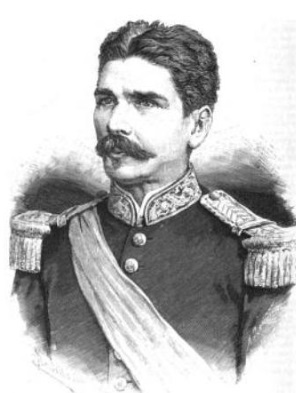
1890